# De Dietrich-Bugatti
Pour les articles homonymes, voir De Dietrich et Bugatti (homonymie).
Les De Dietrich-Bugatti Type 3, 4 et 5 ou De Dietrich 24/28, 30/35, et 50/60 CV sont des voitures du constructeur automobile Lorraine-Dietrich-De Dietrich de Niederbronn en Alsace, produites à environ 100 exemplaires par Ettore Bugatti entre 1901 et 1904,.

## Histoire
Eugène-Dominique de Dietrich (dirigeant héritier de l'empire industriel De Dietrich, de la famille de Dietrich) développe une branche automobile Lorraine-Dietrich de son industrie en 1897 à Niederbronn près de Reichshoffen, à 50 km au nord de Strasbourg en Alsace (avec la société de Dietrich et Cie de Lunéville de son neveu Adrien de Turckheim), pour produire des voitures d'Amédée Bollée fils, des Vivinus sous licence à partir de 1899, et Turcat-Méry en 1902. Il découvre en 1901 la Bugatti Type 2 d'Ettore Bugatti (agé de 20 ans) au salon automobile de Milan, et l'engage alors comme chef-designer associé en 1902,, avec Émile Mathis pour la commercialisation,,. 

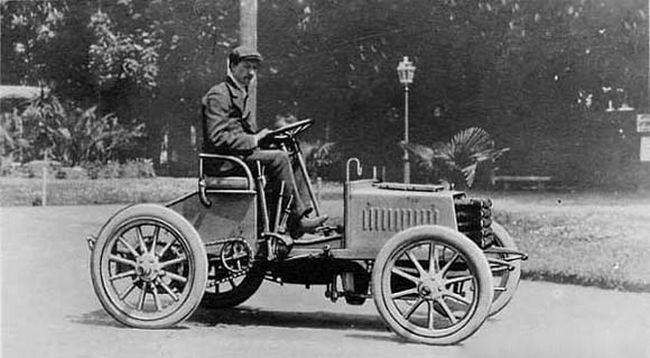
Ettore Bugatti et sa Bugatti Type 2 (1901).
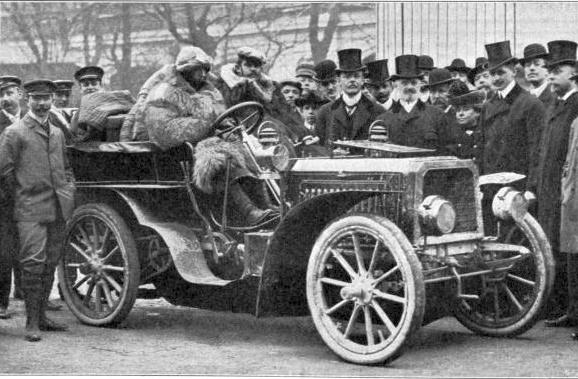
Ettore Bugatti et sa De Dietrich-Bugatti Type 3 (1902).
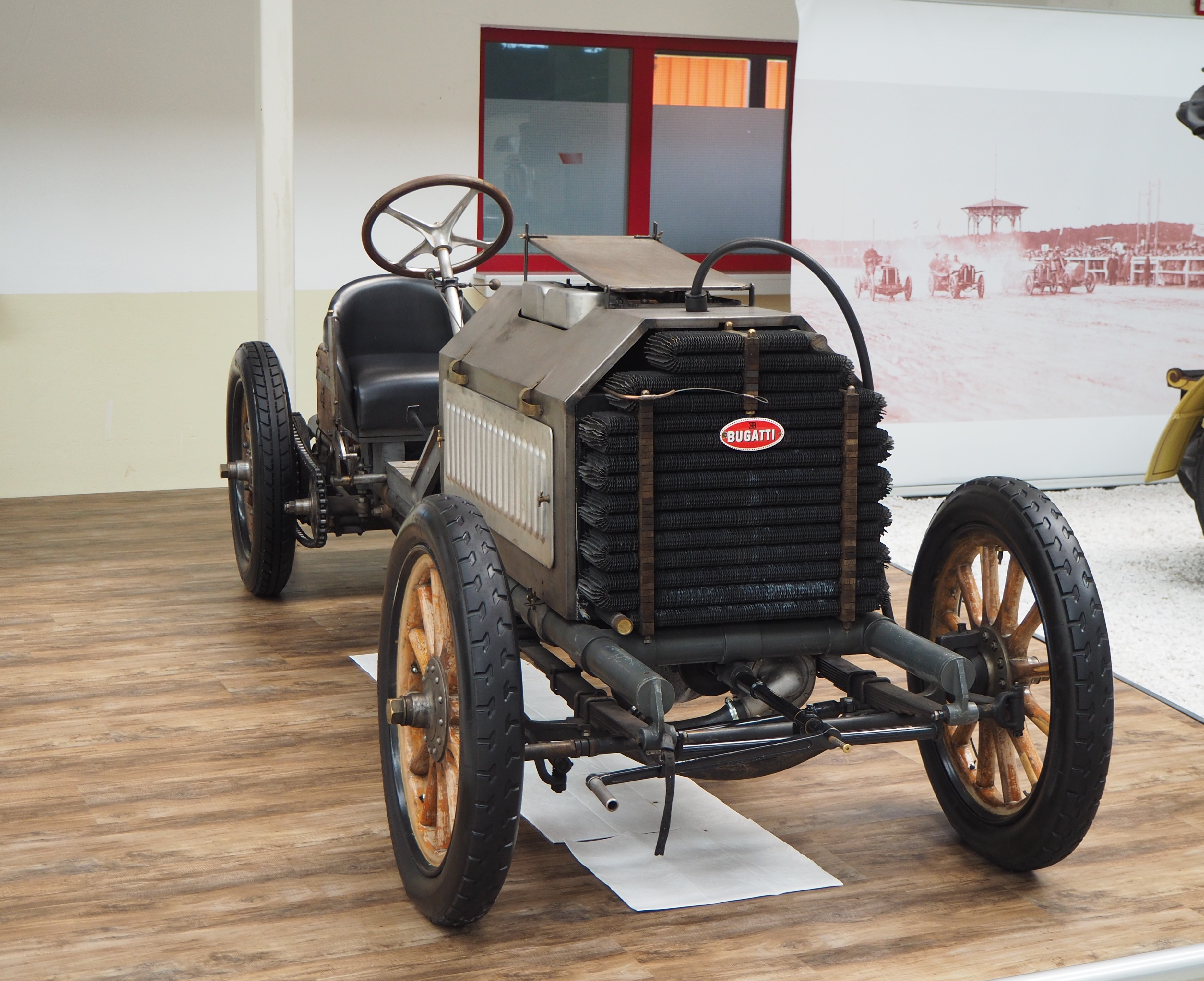
De Dietrich-Bugatti Type 5 (1903).

Ettore Bugatti conçoit alors des voitures « De Dietrich-Bugatti » déclinées de sa Bugatti Type 2, avec 3 puissances de moteurs 4 cylindres en ligne 8 soupapes OHV de 5,3 à 12,9 litres de cylindrée, :
- 1902 : De Dietrich-Bugatti Type 3 ou De Dietrich 24/28 CV (5,3 litres) 85 km/h
- 1903 : De Dietrich-Bugatti Type 4 ou De Dietrich 30/35 CV (7,4 litres) 90 km/h
- 1903 : De Dietrich-Bugatti Type 5 ou De Dietrich 50/60 CV (12,3 litres) 120  km/h

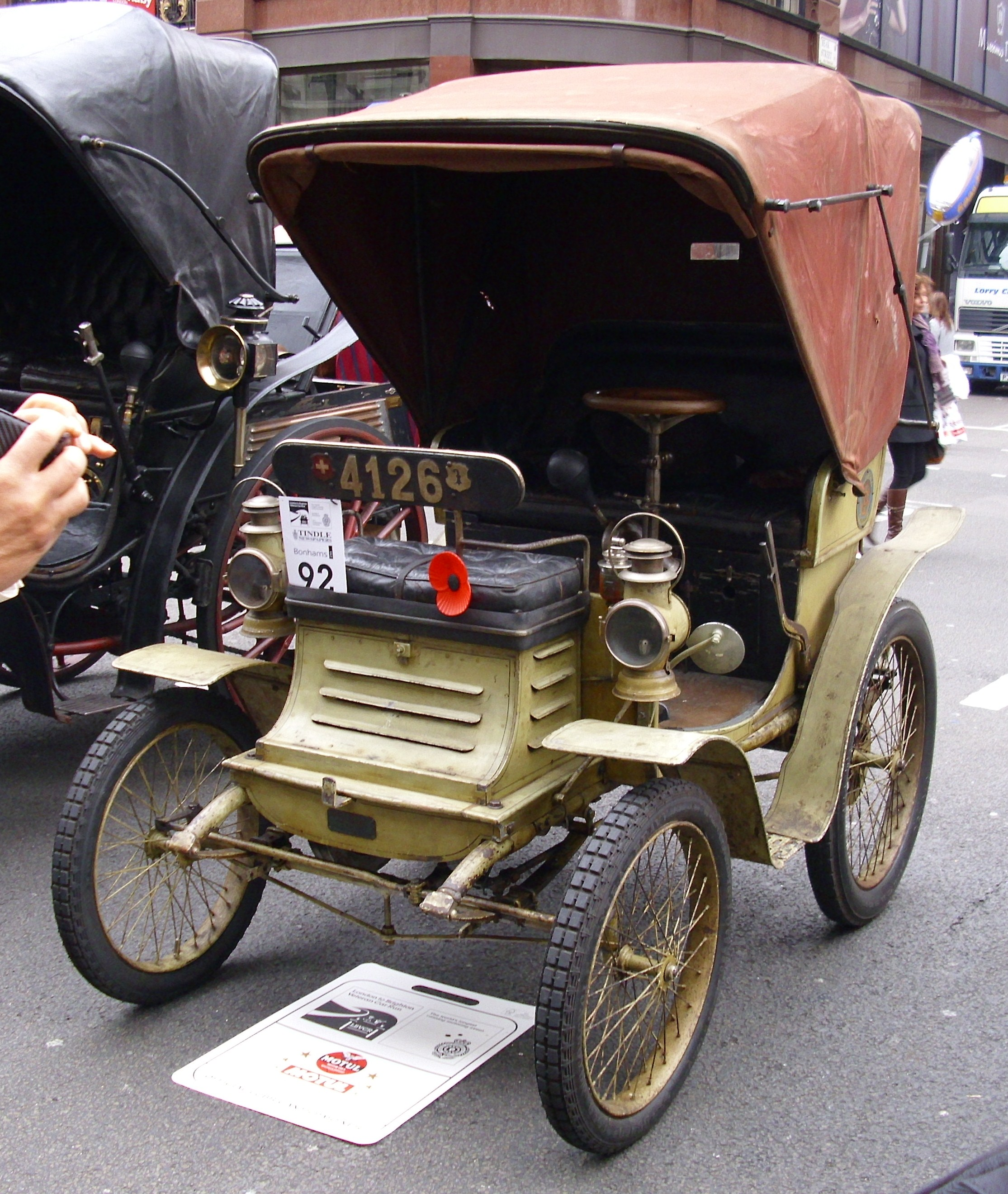
De Dietrich 3,5 CV
De Dietrich 24 CV (1903)
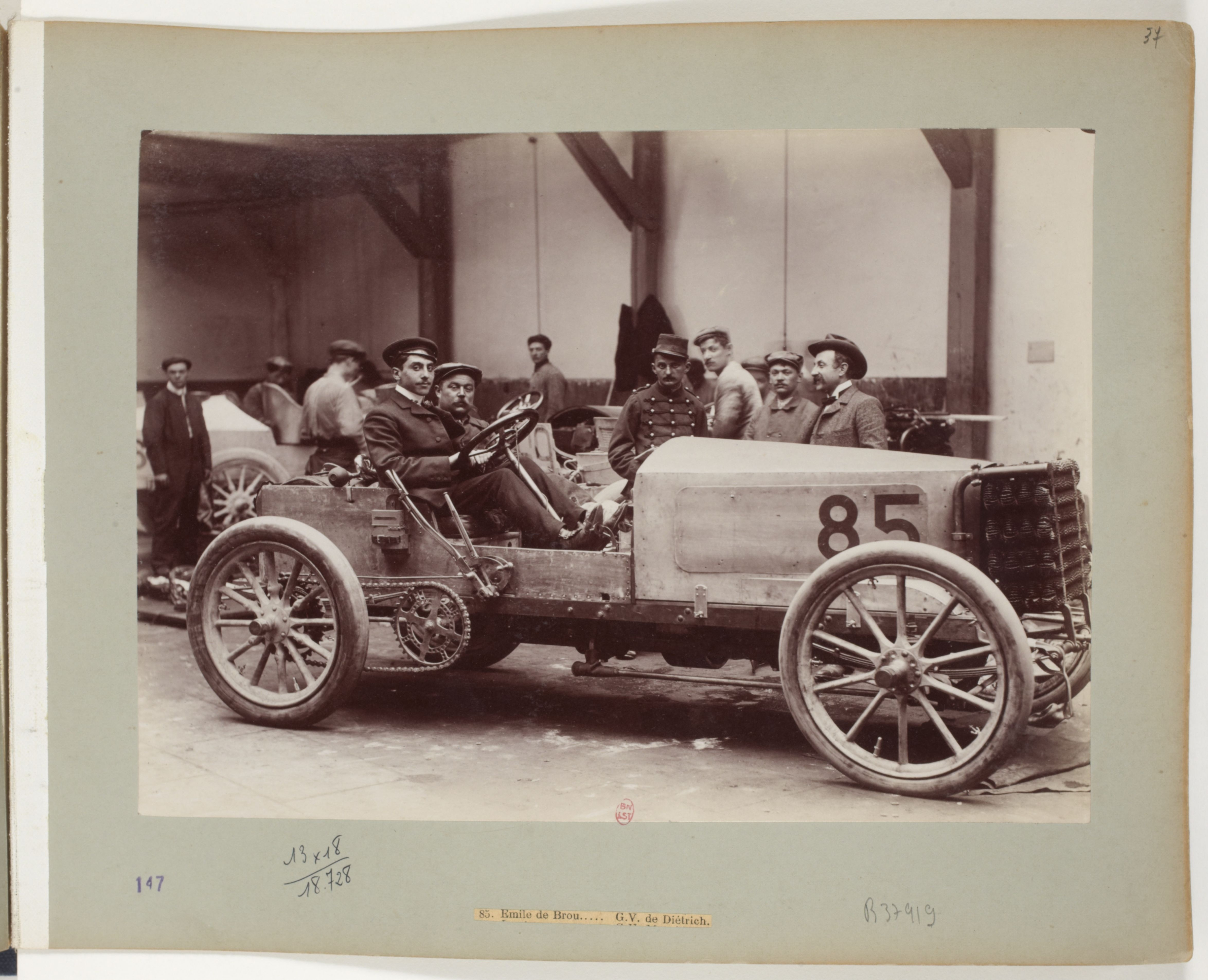
Dietrich 50/60 CV, course automobile Paris-Madrid 1903

Eugène de Dietrich se retire des affaires à l'age de 61 ans en 1905 (Lorraine-Dietrich poursuit alors la fabrication de voitures jusqu'à sa fusion avec Gnome et Rhône en 1941). Ettore Bugatti s'associe alors en 1905 avec Mathis d'Émile Mathis à Strasbourg, pour fabriquer des Mathis Hermès Simplex (Bugatti Type 6 et 7), puis des Bugatti Type 8 et 9 en 1907 chez Deutz AG, avec Nikolaus Otto et Gustav Otto, avant de fonder sa propre industrie Bugatti et usine Bugatti de Molsheim en 1909, pour fabriquer sa Bugatti Type 10 et modèles suivants... 

## Palmarès partiel
- 1901 : 47e de la course Paris-Berlin, avec Adrien de Turckheim.
- 1902 : 40 et 50e de la course automobile Paris-Vienne.
- 1902 : 4e de la course de côte du Semmering, avec Ettore Bugatti.
- 1903 : 4e de la course automobile Paris-Madrid, avec Charles Jarrott.

## Quelques concurrentes de l'époque
Mercedes 35 CV et Simplex (1900), Peugeot Type 36 (1901), Fiat 12 HP (1901), Renault Type G et K (1902), Ford 999 et Ford A (1902), De Dion-Bouton K1 (1902), Rolls-Royce 10 HP (1904)...